# Gruppo Sportivo Volley Cadelbosco 2013-2014
Questa voce raccoglie le informazioni riguardanti il Gruppo Sportivo Volley Cadelbosco nelle competizioni ufficiali della stagione 2013-2014.

## Stagione

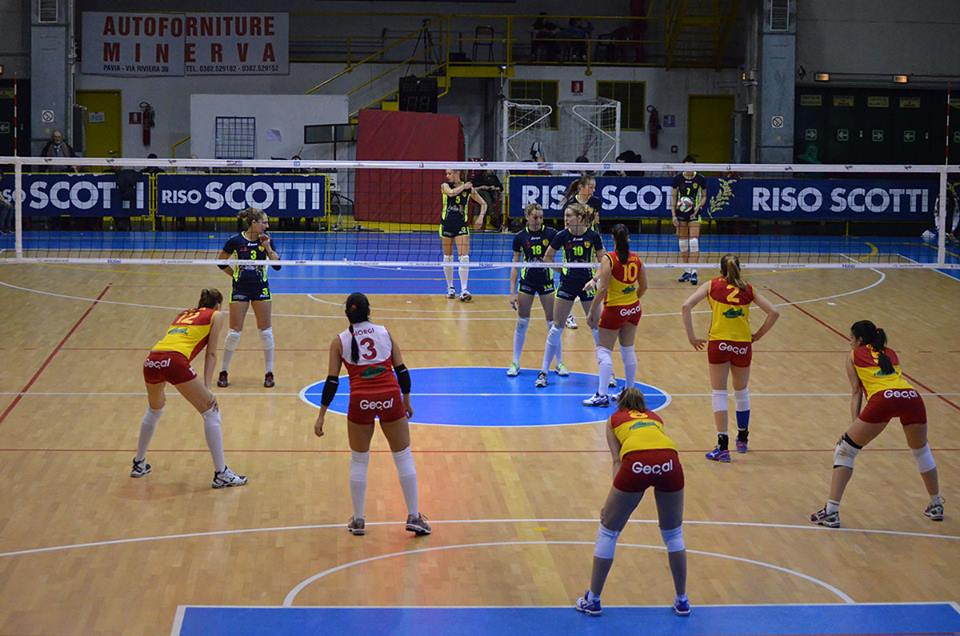
la squadra durante una fase di gioco

La stagione 2013-14 è per il Gruppo Sportivo Volley Cadelbosco, sponsorizzato dalla Crovegli e con la denominazione della città di Reggio Emilia, dove ha sede il campo da gioco, è la seconda in Serie A2; confermato sia l'allenatore Davide Baraldi, che diverse giocatrici come Elisa Lancellotti, Silvia Belfiore ed Eliana Cirilli: tra i principali acquisti quelli di Michela Catena, Flavia Assirelli, Patrycja Polak e Neudil dos Santos, queste ultime due arrivate entrambe a campionato in corso.
Il campionato si apre con cinque sconfitte consecutive: la prima vittoria arriva alla sesta giornata ai danni della Pallavolo Scandicci, per 3-2; anche il resto del girone di andata è caratterizzato esclusivamente da sconfitte, se si eccettua un solo successo contro la Beng Rovigo Volley alla decima giornata, facendo posizionare la squadra all'ultimo posto in classifica, non utile per accedere al ripescaggio per la Coppa Italia di Serie A2. Il girone di ritorno si apre con tre stop di fila, poi una serie di successi, interrotti da qualche sconfitta, porta la società di Cadelbosco di Sopra a raggiungere la salvezza, chiudendo la regular season al decimo posto in classifica, anche se non qualificandosi per i play-off promozione.
Tutte le società partecipanti alla Serie A2 2013-14 sono di diritto qualificate alla Coppa Italia di categoria: tuttavia il Gruppo Sportivo Volley Cadelbosco viene eliminato agli ottavi di finale, grazie alle sconfitte imposte sia nella gara di andata che in quella di ritorno dalla Pro Victoria.

## Organigramma societario
Area direttiva
- Presidente: Oreste Tesauri

Area tecnica
- Allenatore: Davide Baraldi
- Allenatore in seconda: Matteo Garuti

## Rosa
| N° | Nome              | Ruolo | Data di nascita   | Nazionalità sportiva |
| -- | ----------------- | ----- | ----------------- | -------------------- |
| 1  | Paola Colarusso   | S     | 17 luglio 1988    | Italia               |
| 2  | Silvia Belfiore   | C     | 18 maggio 1982    | Italia               |
| 3  | Rossella Giorgi   | L     | 9 marzo 1981      | Italia               |
| 4  | Marianna Vujko    | C     | 15 maggio 1992    | Italia               |
| 5  | Eliana Cirilli    | S     | 9 dicembre 1987   | Italia               |
| 6  | Alice Gennari     | L     | 21 giugno 1995    | Italia               |
| 8  | Silvia Bussoli    | S     | 22 novembre 1993  | Italia               |
| 9  | Cristina Losi     | P     | 28 luglio 1992    | Italia               |
| 10 | Elisa Lancellotti | P     | 23 febbraio 1991  | Italia               |
| 12 | Michela Catena    | S     | 11 settembre 1991 | Italia               |
| 13 | Flavia Assirelli  | C     | 26 settembre 1990 | Italia               |
| 16 | Patrycja Polak    | S     | 23 febbraio 1991  | Polonia              |
| 18 | Sara Miola        | S/O   | 5 agosto 1991     | Italia               |
| 18 | Neudil dos Santos | S     | 13 gennaio 1984   | Brasile              |

## Mercato
| Acquisti | Acquisti          | Acquisti          | Acquisti   |
| R.       | Nome              | da                | Modalità   |
| -------- | ----------------- | ----------------- | ---------- |
| C        | Flavia Assirelli  | Verona            | definitivo |
| S        | Michela Catena    | Verona            | definitivo |
| S        | Paola Colarusso   | Antares           | definitivo |
| S        | Neudil dos Santos | Gazi Üniversitesi | definitivo |
| L        | Rossella Giorgi   | Verona            | definitivo |
| L        | Alice Gennari     | Anderlini         | definitivo |
| P        | Cristina Losi     | Gio Reggio Emilia | definitivo |
| S/O      | Sara Miola        | Viserba           | definitivo |
| S        | Patrycja Polak    | Impel             | definitivo |
| C        | Marianna Vujko    | Marsala           | definitivo |

| Cessioni | Cessioni           | Cessioni        | Cessioni   |
| R.       | Nome               | a               | Modalità   |
| -------- | ------------------ | --------------- | ---------- |
| S/O      | Ramona Aricò       | ASKÖ Linz-Steg  | definitivo |
| S        | Paola Colarusso    | Antares         | definitivo |
| S        | Desiree Glod       | ?               | definitivo |
| L        | Ilaria Iemmi       | ?               | definitivo |
| C        | Linda Martinuzzo   | Soverato        | definitivo |
| S/O      | Sara Miola         | Lilliput        | definitivo |
| L        | Giulia Montanarini | ?               | definitivo |
| S        | Stefania Pistolato | Beng Rovigo     | definitivo |
| C        | Francesca Rosa     | Azzurra Casette | definitivo |
| P        | Valentina Sghedoni | Mondovì         | definitivo |

## Risultati

### Serie A2

#### Girone di andata
| 1ª giornata - 20 ottobre 2013 PalaResia, Bolzano               | Neruda       | 3 - 0 | Cadelbosco      | 25-19, 25-16, 25-19               |
| 2ª giornata - 27 ottobre 2013 PalaRivalta, Reggio nell'Emilia  | Cadelbosco   | 0 - 3 | San Casciano    | 21-25, 22-25, 17-25               |
| 3ª giornata - 3 novembre 2013 PalaGeorge, Montichiari          | Flero        | 3 - 0 | Cadelbosco      | 25-19, 25-20, 25-22               |
| 4ª giornata - 24 novembre 2013 PalaPozzillo, Sala Consilina    | Antares      | 3 - 1 | Cadelbosco      | 28-30, 25-20, 25-22, 25-21        |
| 5ª giornata - 1º dicembre 2013 PalaRivalta, Reggio nell'Emilia | Cadelbosco   | 0 - 3 | Towers          | 18-25, 18-25, 21-25               |
| 6ª giornata - 8 dicembre 2013 PalaRivalta, Reggio nell'Emilia  | Cadelbosco   | 3 - 2 | Savino Del Bene | 17-25, 25-17, 16-25, 25-15, 15-12 |
| 7ª giornata - 15 dicembre 2013 PalaScoppa, Soverato            | Soverato     | 3 - 1 | Cadelbosco      | 25-18, 19-25, 25-19, 25-19        |
| 8ª giornata - 22 dicembre 2013 PalaRivalta, Reggio nell'Emilia | Cadelbosco   | 2 - 3 | New Libertas    | 26-24, 22-25, 22-25, 25-19, 10-15 |
| 9ª giornata - 26 dicembre 2013 Palazzetto dello Sport, Monza   | Pro Victoria | 3 - 1 | Cadelbosco      | 25-19, 29-27, 24-26, 25-23        |
| 10ª giornata - 6 gennaio 2014 PalaRivalta, Reggio nell'Emilia  | Cadelbosco   | 3 - 2 | Beng Rovigo     | 28-26, 16-25, 25-18, 21-25, 16-14 |
| 11ª giornata - 11 gennaio 2014 PalaRavizza, Pavia              | Pavia        | 3 - 0 | Cadelbosco      | 25-16, 25-17, 25-23               |

#### Girone di ritorno
| 12ª giornata - 26 gennaio 2014 PalaRivalta, Reggio nell'Emilia      | Cadelbosco      | 1 - 3 | Neruda       | 26-24, 26-28, 22-25, 18-25          |
| 13ª giornata - 2 febbraio 2014 Palazzetto dello Sport, San Casciano | San Casciano    | 3 - 2 | Cadelbosco   | 25-18, 23-25, 26-28, 25-13, 15-8    |
| 14ª giornata - 9 febbraio 2014 PalaRivalta, Reggio nell'Emilia      | Cadelbosco      | 0 - 3 | Flero        | 16-25, 22-25, 18-25                 |
| 15ª giornata - 16 febbraio 2014 PalaRivalta, Reggio nell'Emilia     | Cadelbosco      | 3 - 0 | Antares      | 25-12, 25-18, 28-26                 |
| 16ª giornata - 2 marzo 2014 PalaCampagnola, Schio                   | Towers          | 1 - 3 | Cadelbosco   | 20-25, 25-21, 20-25, 22-25          |
| 17ª giornata - 9 marzo 2014 Palazzetto dello Sport, Scandicci       | Savino Del Bene | 3 - 0 | Cadelbosco   | 26-24, 25-22, 25-22                 |
| 18ª giornata - 16 marzo 2014 PalaRivalta, Reggio nell'Emilia        | Cadelbosco      | 3 - 2 | Soverato     | 17-25, 25-18, 23-25, 25-19, 15-9    |
| 19ª giornata - 23 marzo 2014 PalaPuca, Sant'Antimo                  | New Libertas    | 0 - 3 | Cadelbosco   | 22-25, 26-28, 23-25                 |
| 20ª giornata - 30 marzo 2014 PalaRivalta, Reggio nell'Emilia        | Cadelbosco      | 2 - 3 | Pro Victoria | 22-25, 28-26, 25-16, 21-25, 11-15   |
| 21ª giornata - 6 aprile 2014 Palazzetto dello Sport, Rovigo         | Beng Rovigo     | 2 - 3 | Cadelbosco   | 25-20, 18-25, 25-22, 12-25, 12-15 F |
| 22ª giornata - 13 aprile 2014 PalaRivalta, Reggio nell'Emilia       | Cadelbosco      | 3 - 0 | Pavia        | 25-16, 25-16, 25-17                 |

### Coppa Italia di Serie A2

#### Fase a eliminazione diretta
| Ottavi di finale (andata) - 10 novembre 2013 Palazzetto dello Sport, Monza    | Pro Victoria | 3 - 1 | Cadelbosco   | 25-18, 25-23, 22-25, 25-17        |
| Ottavi di finale (ritorno) - 17 novembre 2013 PalaRivalta, Reggio nell'Emilia | Cadelbosco   | 2 - 3 | Pro Victoria | 25-19, 20-25, 25-22, 15-25, 13-15 |

## Statistiche

### Statistiche di squadra
| Competizione             | Punti | In casa | In casa | In casa | In trasferta | In trasferta | In trasferta | Totale | Totale | Totale |
| Competizione             | Punti | G       | V       | P       | G            | V            | P            | G      | V      | P      |
| ------------------------ | ----- | ------- | ------- | ------- | ------------ | ------------ | ------------ | ------ | ------ | ------ |
| Serie A2                 | 23    | 11      | 5       | 6       | 11           | 3            | 8            | 22     | 8      | 14     |
| Coppa Italia di Serie A2 | -     | 1       | 0       | 1       | 1            | 0            | 1            | 2      | 0      | 2      |
| Totale                   | -     | 12      | 5       | 7       | 12           | 3            | 9            | 24     | 8      | 16     |

G = partite giocate; V = partite vinte; P = partite perse

### Statistiche dei giocatori
| Giocatore      | Serie A2 | Serie A2 | Serie A2 | Serie A2 | Serie A2 | Coppa Italia di Serie A2 | Coppa Italia di Serie A2 | Coppa Italia di Serie A2 | Coppa Italia di Serie A2 | Coppa Italia di Serie A2 | Totale | Totale | Totale | Totale | Totale |
| Giocatore      | P        | PT       | AV       | MV       | BV       | P                        | PT                       | AV                       | MV                       | BV                       | P      | PT     | AV     | MV     | BV     |
| -------------- | -------- | -------- | -------- | -------- | -------- | ------------------------ | ------------------------ | ------------------------ | ------------------------ | ------------------------ | ------ | ------ | ------ | ------ | ------ |
| F. Assirelli   | 22       | 207      | ?        | ?        | ?        | 2                        | 15                       | 11                       | 4                        | 0                        | 24     | 222    | ?      | ?      | ?      |
| S. Belfiore    | 20       | 149      | ?        | ?        | ?        | 2                        | 19                       | 16                       | 2                        | 1                        | 22     | 168    | ?      | ?      | ?      |
| S. Bussoli     | 16       | 39       | ?        | ?        | ?        | 0                        | 0                        | 0                        | 0                        | 0                        | 16     | 39     | ?      | ?      | ?      |
| M. Catena      | 22       | 264      | ?        | ?        | ?        | 2                        | 30                       | 27                       | 3                        | 0                        | 24     | 294    | ?      | ?      | ?      |
| E. Cirilli     | 19       | 190      | ?        | ?        | ?        | 2                        | 26                       | 23                       | 3                        | 0                        | 21     | 216    | ?      | ?      | ?      |
| P. Colarusso   | 10       | 108      | ?        | ?        | ?        | 1                        | 9                        | 7                        | 1                        | 1                        | 11     | 117    | ?      | ?      | ?      |
| N. dos Santos  | 11       | 185      | ?        | ?        | ?        | -                        | -                        | -                        | -                        | -                        | 11     | 185    | ?      | ?      | ?      |
| A. Gennari     | 15       | -        | -        | -        | -        | 2                        | -                        | -                        | -                        | -                        | 17     | -      | -      | -      | -      |
| R. Giorgi      | 22       | -        | -        | -        | -        | 2                        | -                        | -                        | -                        | -                        | 24     | -      | -      | -      | -      |
| E. Lancellotti | 22       | 38       | ?        | ?        | ?        | 2                        | 4                        | 0                        | 3                        | 1                        | 24     | 42     | ?      | ?      | ?      |
| C. Losi        | 18       | 2        | ?        | ?        | ?        | 2                        | 0                        | 0                        | 0                        | 0                        | 20     | 2      | ?      | ?      | ?      |
| S. Miola       | 8        | 5        | ?        | ?        | ?        | 2                        | 7                        | 6                        | 1                        | 0                        | 10     | 12     | ?      | ?      | ?      |
| P. Polak       | 9        | 50       | ?        | ?        | ?        | -                        | -                        | -                        | -                        | -                        | 9      | 50     | ?      | ?      | ?      |
| M. Vujko       | 20       | 57       | ?        | ?        | ?        | 2                        | 5                        | 3                        | 2                        | 0                        | 22     | 62     | ?      | ?      | ?      |

P = presenze; PT = punti totali; AV = attacchi vincenti; MV = muri vincenti; BV = battute vincenti